# Грб Пермске Покрајине
Грб Пермске Покрајине је званични симбол једног од субјеката Руске федерације са статусом покрајине — Пермске Покрајине. Грб је званично усвојен 3. октобра 2007. године.

## Опис грба
Грб Пермске Покрајине је црвени штит са сликом сребрног медвједа, који корача удесно, хералдички лијево. Медвјед на леђима носи Јеванђеље са троструким крстом. Изнад медвједа је витешки сребрни крст. Штит је крунисан кнежевском великопермском круном из XV вијека.